# پارادوکس متابیسیس
مصداق پارادوکس متابیسیس در فن شعر ارسطو آمده است که به گفته‌ی بسیاری از پژوهشگران،      دو جمله‌ی ناسازگار در آن وجود دارد. در فصل ۱۳ کتاب، ارسطو بیان می‌کند که پایان‌یافتن تراژدی به بدبختی، امری «صحیح» است  اما در فصل ۱۴، «بهترین»  تراژدی را آنی می‌داند که به بدبختی ختم نمی‌شود.   از قرن شانزدهم، پژوهشگران   مطالعات کلاسیک‌ درباره‌ی این تناقض به بن‌بست خورده‌اند و یا راه‌حل‌هایی را پیشنهاد کرده‌اند، که دو مورد از آن‌ها مربوط به قرن بیست و یکم است.   راه حل گوتهولد لسینگ تاثیرگذارترین راه حل بوده است   اما در این مورد اتفاق نظری وجود ندارد.
در فصل ۱۳، ارسطو در ابتدا استدلال می‌کند که در تراژدی باید تغییر اقبالی از خوب به بد اتفاق بیفتد،  و در پایان فصل اشاره می‌کند که «پایان دادن با بدبختی» «صحیح» است.  در فصل ۱۴، او حادثه‌ی تلخ و بدشگون کشتن «اعضای خانواده» را پیش می‌کشد، که در آن قاتل ممکن است آگاهانه یا ندانسته افراد خانواده‌اش بکشد یا نکشد.  با این حال، ارسطو در فصل۱۴ نتیجه‌گیری می‌کند که در «بهترین» نسخه، قاتل قربانی را به جا می‌آورد و او را نمی‌کشد.  از آنجایی که این روایت به بدبختی ختم نمی‌شود، محققان اغلب به این نتیجه می‌رسند که در ظاهر، فصل ۱۴ با ۱۳ تناقض دارد  
آراتا تاکدا تاریخچه‌ی مفصلی از این مسئله را از رنسانس تا اواخر قرن بیستم نوشته است و آثار قرن بیست و یکم را از قلم انداخته است.  با این حال، تاکدا شرح استاندارد و جامعی از راه‌حل های آندره داسیه،  گوتهولد لسینگ،   و استفان هالیول را ارائه نمی‌کند.  نامی که تاکدا آن را برای این مسئله پیشنهاد کرد، «پارادوکس متابیسیس»، از متابیسیس، به معنای «تغییر» برآمده است که اصطلاحی است که ارسطو در فن شعر خود برای اشاره به تغییر سرنوشت از آن استفاده می‌کند. 

## مسئله
در فصل ۱۳، ارسطو ترکیباتی از تغییرات در بخت، یا μετάβασις (متابیسیس) و شخصیت را که باعث ایجاد ترس و ترحم در مخاطب می‌شود، از هم تمییز می‌دهد، که مشخص می‌شود این ترکیب شامل تغییر اقبال از خوب به بد است.  او ابتدا تمام سناریوهایی را که شامل یک انسان کاملاً خوب یا کاملاً بد باشد، حذف می‌کند.  ارسطو انسان خوبی را که بختش از بد به خوب تغییر می‌کند، حذف می‌کند و سپس این کار را ادامه می‌دهد (۱) تغییر بخت انسان کاملاً خوب از خوب به بد (فن شعر- 1452b34-5)، (۲) تغییر بخت انسان کاملاً بد از بد به خوب (1452b37)، و (۳) تغییر بخت انسان کاملاً بد از خوب به بد (1453a1).  ارسطو در می‌یابد که هیچ یک از این سه مورد، باعث ایجاد ترس و ترحم نمی‌شوند و برعکس، قهرمان تراژیک باید از نظر اخلاقی مانند یک فرد معمولی باشد، نه کاملاً خوب و یا بد، بلکه میانگینی بین این دو (1453a7) و از تغییر بخت از خوب به بد رنج ببرد (1453a15).  او بدبختی را در تراژدی، δυστυχία ( dustuchia «مصیبت، بدبختی») به‌عنوان «مصوبه شدن یا ایجاد بلایای وحشتناک» توصیف می‌کند (1453a21)،  ارسطو سپس اشاره می‌کند که «بسیاری از» نمایشنامه‌های اوریپید به بدبختی ختم می‌شوند و خاطرنشان می‌کند که «همانطور که گفته شد»، قبلاً نشان داده است که این نوع پایان "ὀρθόν" ( اورتون «درست») است (1453a26). 
در فصل ۱۴، ارسطو در مورد «وحشتناک‌ترین یا به عبارتی رقت‌انگیزترین» عمل سخن می‌گوید: «مثلاً وقتی برادر برادر، یا پسر پدر، یا مادر پسر، یا پسر مادر را می‌کشد یا قصد کشتن او را دارد، یا کاری از این دست انجام می‌دهد. این همان چیزی است که ما باید به دنبال آن باشیم» (1453b20-21). 
ارسطو به چهار راه برای مقابله با حادثه اشاره می‌کند. پس از نام بردنشان، آن‌ها را رتبه‌بندی می‌کند:
بدترینشان زمانی اتفاق میافتد که با دانش کامل قصد انجام کار را داشت و انجامش نداد. به این شکل احساسات برانگیخته می‌شوند ولی تراژدی نیست زیرا مصیبتی اتفاق نیافتاده است. بر این اساس، معمولاً ماجرا به این شکل پیش نمی‌رود، به جز مواردی مانند همون و کرئون در آنتیگونه. مورد بعدی زمانی است که عمل انجام می‌شود. بهتر است این کار با ندانستن انجام شود و بعداً کشف شود. احساساتمان خشم‌آلود نخواهند شد و کشف حقیقت تکانمان خواهد داد. بهترین مثال در این مورد این است: در کرسفونتس، مروپه قصد دارد کسی را بکشد که پسرش است، ولی این کار را نمی‌کند و متوجه می‌شود؛ و در ایفیگنیا مورد خواهر و برادر وجود دارد؛ و در هله، پسر می‌فهمد که نزدیک بوده است مادر خودش را بکشد.  

قتلی که از طریق شناسایی فرد از آن جلوگیری شود، با ادعای فصل ۱۳ که می‌گوید «درست» این است که تراژدی «به بدبختی ختم شود» ناسازگار تلقی می‌شود. 

## راه‌حل‌ها

### پیرو وتوری
وتوری تلاشی برای حل این مسئله نکرد، اما اولین کسی بود که مطلبی در مورد آن در تفسیر لاتین خود بر فن شعر در سال ۱۵۶۰ منتشر کرد.  همانطور که آندره داسیه بیش از یک قرن بعد نوشت: «ویکتوریوس [وتوری] خردمند تنها کسی بود که آن را فهمید؛ اما از آنجایی که تنها راه حل مسئله یعنی دغدغه‌ی اصلی آن فصل را نمی‌دانست، تلاشی برای روشن‌کردن موضوع نکرد.» 

### لودوویکو کاستلوترو
کاستلوترو در سال ۱۵۷۰، این مشکل را در ترجمه و تفسیر خود مطرح کرد   از نظر کاستلوترو، ارسطو پایان‌دادن به بدبختی را در فصل ۱۳ به درستی تعیین کرده ولی به اشتباه این قانون را در فصل ۱۴ زیر پا گذاشته است و بهترین نوع تراژدی را آنی دانسته که به گفته‌ی کاستلوترو فاقد «شور» است.  به کاستلوترو یک عمل ستودنی باید مشتمل بر شور باشد: منظور کاستلوترو از شور همان pathos، یعنی رنج بود، نه احساس - «و عملی ستودنی‌تر است که شور بیشتری را در بربگیرد».  اگر چه از نگاه کاستلوترو کشتن فرد و سپس شناسایی او از لحاظ اخلاقی تفاوتی با قتلی که به علت شناخت فرد از آن جلوگیری می‌شود، تفاوتی ندارد، در مورد اول «شور کامل و دست‌یافتنی است (pieta e auenuta)»، در حالی که در دومی شور «کوتاه و ناکامل» است (sciema e). miacciata)" 

### آندره داسیه
داسیه در سال ۱۶۹۲، در تفسیر همراه نسخه‌ی فرانسوی فن شعر، اولین تلاش شناخته‌شده را برای حل این تناقض انجام داد.   همانطور که محققان معمولاً داسیه را تفسیر می‌کنند،  نظریه‌ی او این بود که ارسطو نمایشنامه‌های اورپید را که به بدبختی ختم می‌شد «صحیح» می‌خواند زیرا سنت ایجاب می‌کرد که این داستان‌های خاص به بدبختی ختم شوند.   داسیه معتقد بود که ارسطو در فصل ۱۴ در مورد داستان‌هایی سخن می‌گوید که در آن‌ها احتمال تغییر هست، از این رو گزینه‌ی اجتناب از مرگ در آن‌ها وجود دارد.   همانطور که داسیه او را تفسیر می‌کرد، منظور ارسطو این بود که اگر از کشتار درون خانواده نتوان اجتناب کرد، نمایشنامه‌نویس به سمت بهترین گزینه‌های بعدی حرکت می کند و غیره.  داسیه همچنین ترتیب‌بندی ارسطو را یکی تغییر داد. ترتیب‌گذاری داسیه عبارت است از (۱) کشتن آگاهانه (سومین رتبه)، (۲) کشتن و سپس شناسایی (دومین رتبه)، (۳) کشتن با داشتن شناخت (بهترین) و (۴) شکست در امر قتل در حالی که فرد را می‌شناخته است (بدترین). 

### گوتولد لسینگ
لسینگ در دراماتورژی هامبورگ به داسیر پاسخ داده است.  او معتقد بود که ترجیح ارسطو برای پایان‌دادن با بدبختی به دلیل سنت‌ها نبوده است. از نظر لسینگ، منظور ارسطو این بود که فقط در مورد پایان تراژدی، بدبختی همیشه بهترین گزینه است.   
راه حل خود لسینگ برای این پارادوکس این است که ارسطو در فصل ۱۳ بهترین ساختار کلی برای طرح داستان و در فصل ۱۴ بهترین برخورد با «پاتوس» یا در ترجمه‌ی انگلیسی لسینگ «صحنه‌ی رنج» را تعیین می‌کند.   لسینگ فکر می‌کرد که تهدید به مرگ یک بدبختی محسوب می‌شود، اما با اضافه‌کردن مرگ پس از شناختن فرد، می‌توان بهترین نوع طرح داستانی را با بهترین برخورد با پاتوس ترکیب کرد. او نوشت که «تغییر بخت ممکن است در میانه‌ی نمایش اتفاق بیفتد و حتی به این ترتیب تا پایان قطعه ادامه یابد، ولی پایان آن را تشکیل ندهد».  راه حل او حداقل از منظر تاریخی تاثیرگذارترین راه حل بوده است. در قرن ۱۹ و ۲۰، دانشمندان برجسته‌ای این ایده را تایید کرده اند،  از جمله گوستاو تیکولر ،  یوهانس والن ،  دانیل دو مونتمولین (با دانیل دو مونتمولین اشتباه نشود)،  جرالد الس (با اعتباربخشی به Vahlen)،  و DW Lucas . 
اینگرام بایواتر با راه حل لسینگ در مورد این موضوع متقاعد نشد و در عوض، معتقد بود که ارسطو نظر خود را تغییر داده است.    بایواتر فکر می‌کرد که در فصل ۱۴ ارسطو بیشتر به اجتناب از چیزهای تکان‌دهنده تمایل پیدا کرده بود و در نهایت به این نتیجه رسیده بود که عمل کشتن و به دنبال آن شناخت فرد تکان‌دهنده است.  به گفته‌ی بایواتر، به همین دلیل است که راه چهارم، ‌«جایی که یک کشف به موقع، ما را از شوک نابه‌جا به احساسات اخلاقی‌مان نجات می‌دهد...»، بهترین حالت است. بایواتر نوشت:
«ارسطو در فصل ۱۳، تنها به اثر احساسی تراژدی به واضح‌ترین شیوه‌ی آن توجه دارد: او در ادامه به این نتیجه می‌رسد که در فرم بهتر و بدون کمک آن، می‌توان به همان نتیجه و اثر رسید. این به نوعی شناختی کند از این ضرورت است که با این تغییر دیدگاه می‌توان از شوک دافعه‌آور جلوگیری کرد.

جان مولز نیز باور داشت که این تناقض به دلیل تغییر دیدگاه اتفاق افتاده است. مولز نوشته است: «وقتی ارسطو متوجه شد که با مقایسه‌ای دقیق‌تر می‌توان صحنه‌ی رنج‌آور را کنترل کرد، مجبور شد نظر خود را عوض کند، زیرا در این لحظه‌ی خاص، رویکرد دقیق‌تر او لزوماً نیاز به داشتن دیدگاهی سخت‌گیرانه‌تر داشت».

### استیون هالیول
هالیول معتقد است که ارسطو نظر خود را تغییر نداده است و دیدگاه لسینگ نیز رضایت‌بخش نیست. هالیول پیشنهاد می‌کند که نباید از این تناقض اجتناب کرد و در عوض باور دارد ارسطو بین این دو انتخاب سرگردان است، در فصل ۱۳ ،«دیدگاه تراژیک شاعران»، و در فصل ۱۴ ،دیدگاهی اخلاقی در برابر هر نوع بدبختی غیرقابل توضیح و ناعادلانه.  هالیول همچنین استدلال می‌کند که برای ارسطو تغییر اقبال از خوب به بد، مهم‌تر از پایان دادن داستان به بدبختی است،   و او بیشتر تلاش می‌کند تا انتخاب ارسطو را در فصل ۱۴ توضیح دهد. او مدعی است که از نظر ارسطو، بدبختی تنها در صورتی معنی تراژیک دارد که قابل اجتناب و درک باشد، و تشخیص قبل از کشتن، در میان آن چهار گزینه، به بهترین وجه مطابق با این معیارها است.  تاکدا در تفسیر خود از هالیول معتقد بود که نکته اصلی این است که ارسطو بر فرآیند بر پایان دادن به بدبختی تأکید کرده بود.  برخی دیگر دیدگاه هالیول را به عنوان ملاک تراژدی مربوط به اخلاق ارسطویی توصیف می‌کنند. 

### شیلا مورناگان
مورناگان مقاله خود در این مورد را «مکیدن آب میوه بدون گاز گرفتن پوست» نامید که از جرالد الز  در مورد تم مرگ جلوگیری‌شده، به عاریت گرفته است.  مورناگان استدلال می‌کند که به جای حل این مسئله، باید توجه کرد که تناقض ارسطو، دوگانگی بسیاری از ناظران نسبت به خشونت در تراژدی نیز هست. او درمی‌یابد که ترجیح ارسطو بر اجتناب از مرگ پس از شناخت، منعکس‌کننده‌ی ماهیت تئاتر است، زیرا هر دو به ما اجازه می‌دهند با خیال راحت با مرگ مقابله کنیم.  مورناگان همچنین بیان می‌کند که تئاتر از نظر اخلاقی مبهم است، زیرا اگرچه غیر واقعی است، ممکن است خشونت را تشویق کند و از بیننده حساسیت‌زدایی کند.  او موضوع فرار از مرگ را با فلسفه‌ی بی‌علاقه و دور از هنر و با کاتارسیس ارسطو مقایسه می‌کند، زیرا نظریه‌های کاتارسیس اغلب تراژدی را به عنوان درمانی هومیوپاتیک (همسان‏درمانی) در نظر می‌گیرند. 

### السا بوچارد
بوچارد از طریق مطالعه‌ی دقیق بیان ارسطو از دو دیدگاه مخالف، پیشنهاد می‌کند که آن‌ها به مخاطبان متفاوتی ارجاع دارند.  از نظر بوچارد، ترجیح بدبختی در فصل ۱۳ در حوزه‌ی انتقاد ادبی قرار دارد، در حالی که این دیدگاه که بهترین حالت این است که پس از شناخت از مرگ جلوگیری شود، برای به دست‌آوردن دل مخاطب نوشته شده است.  بوچارد تصدیق می‌کند که هر دو گروه این افراد از تماشای درام در تئاتر آتن لذت می بردند، اما او معتقد است که تیپ روشنفکرتر در پایان داستان کمتر به دنبال «آسایش» بوده‌اند و حتی پایان ناخوشایند را ترجیح می‌داده‌اند.  به عنوان مثال، او خاطرنشان می‌کند که «قوی‌ترین گزینه» ممکن است ارجاعی به مخالف مخاطب عاطفی «ضعیف» باشد که ارسطو در فصل ۱۳ در توصیف محبوبیت توطئه‌های دوگانه، که در آن خوب ‌ها پاداش می‌گیرند و بدها مجازات می‌شوند، اشاره می کند. در مقابل، زمینه‌ای که ارسطو (در ترجمه بوچارد) به استدلال‌های تغییر اقبال از خوب به بد می‌دهد، بیشتر منطقی است یعنی «زیباترین تراژدی از نظر هنری» است. 

### مالکوم هیث
یکی دیگر از دیدگاه‌های قرن بیست و یکم این است که منظور ارسطو این نبوده است که مطلقاً، «پایان دادن به بدبختی درست است» و در عوض به این نوع پایان امتیاز می‌دهد زیرا از «طرح دوگانه‌ی» پست تراژدی‌های ملودراماتیک‌تر اجتناب می‌کند. این راه حل توسط مالکوم هیث کلاسیک‌نویس ارائه شده است (با مالکوم هیث بازیکن کریکت انگلیسی اشتباه نشود).   در پایان فصل ۱۳ ، ارسطو اشاره می‌کند که اوریپید در میان تراژدی‌نویسان برجسته قرار دارد زیرا «بسیاری از تراژدی‌های او به بدبختی ختم می‌شوند». سپس ارسطو بیان می‌کند که «این، همانطور که قبلاً گفته شد، صحیح است» (1453a25-26). مالکوم هیث در می‌یابد که این ستایش از پایان‌دادن به بدبختی به معنای توجیه یک طرح منفرد بر روی یک طرح دوگانه است. همانطور که السا بوچارد می‌نویسد، «به گفته‌ی هیت، جملات فصل ۱۳ اساساً مقدماتی و بحثی هستند: «بیش از هر چیز، قصد دارند طرفداران طرح دوگانه را رد کنند».  یعنی همان طرحی که در آن انسان خوب نجات می‌یابد و انسان بد مجازات می‌شود یا می‌میرد. به عبارت دیگر، همانطور که هیث توضیح می‌دهد، پایان‌دادن به بدبختی به این معنی است که پایان تنها یک ویژگی دارد، به نفع یک نفر است.  در نتیجه، به گفته‌ی هیث، تناقض بین فصل‌های ۱۳ و۱۴ برطرف می‌شود. بوچارت همچنین توضیح هیث از فصل ۱۴ را می‌آورد: «دلیلی که هیث به توضیح [این موضوع] می‌پردازد، بر پایه‌ی ایده‌ی خلوص فنی است: نمایشنامه‌هایی مانند ایفیگنیا در تائوریس فاقد اعمال خشونت‌آمیز (پاتوس) و در نتیجه این نوع هیجان هستند. که همان چیزی است که ارسطو در ابتدای فصل ۱۴ آن را محکوم می‌کند: «بنابراین اتکا به جلوه‌ی بصری در طرح خشونت اجتناب‌شده غیرممکن می‌شود: شاعر برای رسیدن به اثر تراژیک باید بر ساختار طرح تکیه کند.»  